# Opisthothylax immaculatus
Opisthothylax immaculatus là một loài ếch thuộc họ Hyperoliidae. Nó là đại diện duy nhất của chi Opisthothylax. Loài này có ở Cameroon, Cộng hòa Dân chủ Congo, Guinea Xích Đạo, Gabon, Nigeria, có thể cả Angola, có thể cả Cộng hòa Trung Phi, và có thể cả Cộng hòa Congo.
Môi trường sống tự nhiên của chúng là rừng ẩm vùng đất thấp nhiệt đới hoặc cận nhiệt đới và sông ngòi. Chúng hiện đang bị đe dọa tuyệt chủng vì mất môi trường sống.